# Весёлое (аэродром)
Весёлое (Каранкут) — недействующий военный аэродром Краснознамённого Черноморского флота в Крыму. Гарнизон авиаторов официально именовался Джанкой-5.

## История
Полевой аэродром Весёлый построен в 1940 году.
В годы Великой Отечественной войны это был один из основных аэродромов Люфтваффе на территории полуострова Крым. В 1943 году немцы построили бетонную ВПП из шестигранных плит.
Части Люфтваффе, базирующиеся на аэродроме во время оккупации Крыма:
Наземные части:
- Fliegerhorst-Kommandantur E 33/IV (8.43 — 3.44)
- Flughafen-Bereichs-Kommando 6/VI

Авиачасти:
- I./JG 52 (30.10.43 — 2.11.43)
- 15.(Kroat.)/JG 52 (1.44 — 27.4.44)
- II./SG 2 (1.3.44 — 15.4.44)
- III./SG 3 (11.43 — 12.4.44)
- 10.(Pz)/SG 3 (9.4.44 — 13.4.44)
- III./KG 55 (10.43)
- NSGr. 6 (10.43 — 13.2.44)

В апреле 1946 года на аэродром Весёлое перебазировался 53-й истребительный Домбровский ордена Александра Невского авиационный полк, где базировался до марта 1947 года.
К 1 ноября 1952 года из г. Саки в гарнизон Весёлое передислоцировалось управление 2-й гв. минно-торпедной Севастопольской авиационной дивизии им. Н. А. Токарева (в/ч 42801) и 1817-й минно-торпедный авиационный полк на самолётах Ил-28. В 1955 году полк получил новый номер — 981-й. С 1952 по 1958 год полк пять раз (!) последовательно передавался 2-й, затем 688-й, затем снова 2-й, затем 141-й и окончательно — 2-й авиационной дивизии ВВС ЧФ.
4 сентября 1958 года, на основании директивы ГШ ВС СССР № 47932 из 164-й гв. бомбардировочной авиационной дивизии ВВС ТаВО во 2-ю гв. МТАД передаётся 819-й гв. БАП, вооружённый самолётами Ил-28, с передислокацией на аэродром Весёлое. За свою недолгую историю в составе ВМФ полк использовался для отработки торпедометаний реактивными торпедами РАТ-52 на полигонах Азовского и Чёрного морей. Полк был ликвидирован 27 марта 1960 года.
27 марта 1960 года 2-я минно-торпедная авиадивизия была расформирована, а 13 сентября этого года был расформирован и 981-й МТАП.
С ноября 1960 года по ноябрь 1994 года на аэродроме Весёлое на постоянной основе базировался 5-й гвардейский морской ракетоносный Констанцкий ордена Отечественной войны авиационный полк Черноморского флота в/ч в/ч 42870.
Полк перелетел с аэр. Гвардейское, причём жилой фонд не был рассчитан на размещение такого количества семей. Значительная часть личного состава полка первое время проживала в своём старом гарнизоне, ежедневно добираясь к новому месту службы более 50 км, что создавало определённые сложности. Люди полностью перебрались в гарнизон Весёлое только с окончанием строительства жилых домов.
В это же время полк переучивается на ракетную систему К-10, на Северном флоте.
В 1961 году самолёты полка с подвешенными ракетами выполняли демонстрационные полёты на параде в Москве и Ленинграде. В этом же году экипаж полка (КК м-р Герчио В. А.) в обстановке секретности, на базе 33-го ЦБП и ПЛС готовится и в дальнейшем, впервые в авиации ВМФ, выполняет успешный пуск крылатой ракеты К-10 по кораблю-цели танкеру «Чкалов» на 77-м полигоне.
В марте 1964 года 8 экипажей полка выполняют беспосадочный перелёт на ТОФ с двумя дозаправками в воздухе.
В 1965 году в звено управления полка пришёл самолёт Ту-104. Эта машина использовалась для пассажирских перевозок в интересах командования дивизии и штаба ВВС ЧФ.
В 1971 году 2-я гв. МРАД была вновь сформирована, но уже с дислокацией управления на аэр. Гвардейское. Полк вошёл в состав дивизии, без изменения места дислокации.
15 ноября 1994 года 5-й гв. МРАп на аэр. Весёлое был расформирован. Самолёты переданы в 943-й МРАП, а затем в 444-й ЦБП и ПЛС и 568-й ОМРАП ТОФ.
Аэродром Веселое был выведен из эксплуатации в апреле 1995 года.

## Авиационная техника
- Як-9
- Ил-28
- Як-12
- Ан-2
- Ту-104
- Ту-16К-10-26 (1-я АЭ), Ту-16К-26 (2-я АЭ), Ту-16СПС и Ту-16Е (3-я АЭ) — по состоянию на 1971 год
- Ту-22М3 (1-я и 2-я АЭ, 20 самолётов), Ту-16 разных (15 самолётов) — по состоянию на 1992 год.

В настоящее время в бывшем авиагарнизоне Весёлое на постаменте установлен самолёт-памятник Ил-28.

## Авиационные происшествия
- 17 ноября 1978 года. КК заместитель командира эскадрильи майор А. Н. Вишневский с инструктором зам. командира полка подполковником Н. П. Фёдоровым выполняли вылет на Ту-16К-10[3] на разведку погоды. При заходе на посадку в СМУ и видимости до 800 метров уклонились от посадочного курса. Продолжая снижение в тумане, на удалении 150—200 м до торца ВПП самолёт с креном столкнулся с землёй, разрушился и сгорел. Погибли: КК Вишневский, инструктор Фёдоров и второй штурман ст. л-т Кабарухин Н. И., остальной экипаж жив.